# 지수원
지수원(池秀媛, 1967년 6월 18일~)은 대한민국의 배우이다.
1967년 6월 18일, 서울특별시에서 출생한 그는 본관은 충주 (忠州)이고 종교는 장로교이며 1991년 배우로 데뷔하였다.
2002년부터 2003년까지 '지서영'이라는 예명으로 활동한 바 있다.
TV조선의 식객 허영만의 백반기행에서 어머니는 이북(以北) 실향민, 아버지는 경상도 출신이라고 밝혔다.
대표 작품 중 드라마로는 1996년 KBS 2TV 《오늘은 남동풍》, 2002년 KBS 2TV 《색소폰과 찹쌀떡》, 2003년 KBS 1TV 《백만송이 장미》, 2005년 SBS 《사랑한다 웬수야》, 2006년 MBC 《있을 때 잘해!!》, 2009년 SBS 《사랑은 아무나 하나》, 2018년 KBS 1TV 《내일도 맑음》, 2022년 KBS 2TV 《태풍의 신부》 등이 있고 시트콤으로는 2003년 SBS 《압구정 종갓집》 등이 있으며 영화로는 1993년 《투캅스》, 1995년 《헤어드레서》, 1996년 《투캅스 2》, 2000년 《배니싱 트윈》 등이 있다.
2000년 영화 《배니싱 트윈》 에서 섹시한 연기로 '한국의 샤론 스톤'이라는 별명을 얻었다.

## 학력
- 1980년~1983년 : 난곡중학교
- 1983년~1986년 : 상명여자고등학교
- 1986년~1990년 : 경원대학교 의상학과 학사

## 경력
- 1991년 : 배우 데뷔
- 2008년 : 행복한 나눔대사

## 출연 작품

### 드라마
| 연도 | 방송사  | 제목                                                   | 역할            | 비고     |
| ---- | ------- | ------------------------------------------------------ | --------------- | -------- |
| 1991 | KBS2    | 《물의 나라》                                          | 서 기자         | 26부작   |
| 1992 | SBS     | 《사랑하는 당신》                                      | 미스 강         | 40부작   |
| 1994 | MBC     | 《영화 만들기》                                        | 신하영          | 2부작    |
| 1995 | MBC     | 《베스트극장 - 신데렐라는 더 이상 여기에 살지 않는다》 | 원미령          | 단막극   |
| 1995 | MBC     | 《거미》                                               | 이미란          | 10부작   |
| 1996 | KBS2    | 《컬러 - 블루》                                        | 한영인          | 16부작   |
| 1996 | KBS2    | 《오늘은 남동풍》                                      | 박수민          | 97부작   |
| 1999 | MBC     | 《베스트극장 - 유혹》                                  | 윤희            | 단막극   |
| 2000 | iTV     | 《닥터 닥터》                                          |                 |          |
| 2000 | SBS     | 《경찰특공대》                                         | 송은희          | 16부작   |
| 2000 | KBS1    | 《TV 문학관 - 다리가 있는 풍경》                       | 문 계장         | 단막극   |
| 2001 | KBS2    | 《명성황후》                                           |                 | 124부작  |
| 2001 | KBS2    | 《드라마시티 - 그는 나를 사랑했을까?》                 | 정아            | 단막극   |
| 2001 | MBC     | 《베스트극장 - 행복한 남자》                           | 송영란          | 단막극   |
| 2001 | MBC     | 《보고싶은 얼굴》                                      | 김민주          | 128부작  |
| 2002 | MBC     | 《사랑을 예약하세요》                                  | 최미경          | 34부작   |
| 2002 | KBS2    | 《색소폰과 찹쌀떡》                                    | 박자경          | 162부작  |
| 2002 | MBC     | 《베스트극장 - 당신의 집》                             | 혜수            | 단막극   |
| 2003 | MBC     | 《죽도록 사랑해》                                      | 김재옥          | 49부작   |
| 2003 | SBS     | 《선녀와 사기꾼》                                      | 양미애          | 16부작   |
| 2003 | KBS1    | 《백만송이 장미》                                      | 김순옥          | 173부작  |
| 2005 | KBS2    | 《드라마시티 - 다시 사랑할까요?》                      | 유경            | 단막극   |
| 2005 | SBS     | 《사랑한다 웬수야》                                    | 하조란          | 18부작   |
| 2006 | MBC     | 《도로시를 찾아라》                                    | 서지수          | 4부작    |
| 2006 | MBC     | 《있을 때 잘해!》                                      | 배영조          | 169부작  |
| 2009 | SBS     | 《사랑은 아무나 하나》                                 | 오풍란          | 50부작   |
| 2010 | SBS     | 《웃어요, 엄마》                                       | 윤민주          | 50부작   |
| 2013 | MBC     | 《황금 무지개》                                        | 장미림          | 41부작   |
| 2014 | JTBC    | 《12년만의 재회 : 달래 된, 장국》                      | 김영희          | 26부작   |
| 2014 | KBS2    | 《뻐꾸기 둥지》                                        | 정진숙          | 102부작  |
| 2014 | KBS2    | 《트로트의 연인》                                      | 화순            | 16부작   |
| 2015 | MBC     | 《빛나거나 미치거나》                                  | 황태후 유씨     | 24부작   |
| 2015 | KBS2    | 《드라마 스페셜 - 낯선 동화》                          | 마리            | 단막극   |
| 2015 | MBC     | 《달콤살벌 패밀리》                                    | 오주란          | 16부작   |
| 2016 | MBC     | 《가화만사성》                                         | 봉삼숙          | 51부작   |
| 2016 | MBC     | 《황금주머니》                                         | 모난설          | 122부작  |
| 2017 | MBC     | 《빙구》                                               | 꽃가게 사장     | 2부작    |
| 2017 | OCN     | 《블랙》                                               | 박지수          | 18부작   |
| 2018 | KBS1    | 《내일도 맑음》                                        | 윤선희          | 121부작  |
| 2019 | KBS2    | 《드라마 스페셜 - 집우집주》                           | 최신혜          | 단막극   |
| 2019 | MBC     | 《어쩌다 발견한 하루》                                 | 차지현          | 32부작   |
| 2019 | KBS2    | 《우아한 모녀》                                        | 서은하          | 103부작  |
| 2021 | TVING   | 《마녀식당으로 오세요》                                | 박선            | 8부작    |
| 2021 | MBC     | 《두 번째 남편》                                       | 주해란          | 150부작  |
| 2022 | Disney+ | 《너와 나의 경찰수업》                                 | 오숙자          | 16부작   |
| 2022 | KBS2    | 《태풍의 신부》                                        | 서윤희 / 정모연 | 102부작  |
| 2022 | MBC     | 《일당백집사》                                         | 최미란          | 특별출연 |
| 2023 | Netflix | 《반짝반짝 빛나는 오! 인생》                           |                 | 2부작    |
| 2024 | MBC     | 《용감무쌍 용수정》                                    | 금한양          | 124부작  |
| 2024 | Disney+ | 《화인가 스캔들》                                      | 장수련          | 10부작   |
| 2024 | KBS2    | 《신데렐라 게임》                                      | 최명지          | 100부작  |
| 2025 | MBC     | 《모텔 캘리포니아》                                    | 순자 (수지)     | 12부작   |

### 영화
| 연도 | 제목                   | 역할   | 감독   | 비고      |
| ---- | ---------------------- | ------ | ------ | --------- |
| 1993 | 《투캅스》             | 수원   | 강우석 |           |
| 1995 | 《사랑하기 좋은 날》   | 시정   | 권칠인 |           |
| 1995 | 《피아노가 있는 겨울》 | 지애   | 조금환 |           |
| 1995 | 《헤어드레서》         | 이금주 | 최진수 |           |
| 1996 | 《투캅스 2》           | 수원   | 강우석 |           |
| 1998 | 《조용한 가족》        | 은주   | 김지운 | 특별 출연 |
| 2000 | 《배니싱 트윈》        | 유진   | 윤태용 |           |
| 2008 | 《트럭》               | 오가원 | 권형진 | 특별 출연 |

### 뮤지컬
| 연도 | 제목            | 역할 | 기간                  | 장소                    | 비고 |
| ---- | --------------- | ---- | --------------------- | ----------------------- | ---- |
| 2008 | 《JESUS JESUS》 |      | 2008.06.18~2008.06.20 | 국립중앙극장 해오름극장 |      |

### 교양
| 연도 | 방송사    | 제목                       | 역할   | 기간                  | 비고 |
| ---- | --------- | -------------------------- | ------ | --------------------- | ---- |
| 1996 | KBS 2TV   | 《지구촌 영상세계》        | MC     |                       |      |
| 2001 | KBS 2TV   | 《TV는 사랑을 싣고》       | MC     | 2001.01.07~2001.04.29 |      |
| 2023 | TV CHOSUN | 《식객 허영만의 백반기행》 | 게스트 | 2월 24일 방송분 출연  |      |

### 예능
| 연도 | 방송사  | 제목                     | 역할   | 기간                  | 비고 |
| ---- | ------- | ------------------------ | ------ | --------------------- | ---- |
| 1995 | KBS 2TV | 《출발 토요대행진》      | MC     | 1995.05.06~1995.09.02 |      |
| 1995 | MBC     | 《일밤 - 新 시네마천국》 | 게스트 | 1995.10.08            |      |
| 1996 | KBS 1TV | 《제34회 대종상》        | MC     | 1996.04.27            |      |
| 1997 | 동아TV  | 《지수원의 월드패션》    | MC     | 1997.02.23            |      |

### 광고
| 연도 | 광고주       | 브랜드                                               | 종류       | 공동 출연 | 출처 |
| ---- | ------------ | ---------------------------------------------------- | ---------- | --------- | ---- |
|      |              |                                                      |            |           |      |
| 1991 | 대동벽지     | 데코론 2                                             | 벽지       |           |      |
| 1991 | 오리엔트     | 샤갈                                                 | 손목 시계  |           |      |
| 1991 | 이랜드그룹   | 브렌따노 - 좋은 친구들 편                            | 옷         |           |      |
| 1992 | 대농         | 파브리지오                                           | 옷         |           |      |
| 1992 | 럭키         | 유비알                                               | 패션 욕실  |           |      |
| 1993 | 라미화장품   | 라미에뜨 - 보라빛 알갱이 편                          | 화장품     |           |      |
| 1993 | 필립스       | 커피메이커                                           | 커피메이커 |           |      |
| 1993 | 크레송       | 엘크레송 워모                                        | 양복       | 박상민    |      |
| 1994 | 럭키         | 셋쏘                                                 | 생활용품   |           |      |
| 1994 | 라미화장품   | 라피네 카타리나 - 허수아비 편                        | 화장품     |           |      |
| 1996 | 동아오츠카   | 화이브미니 - 오이 편                                 | 탄산음료   |           |      |
| 1996 | 동아오츠카   | 화이브미니 - 양상추 편                               | 탄산음료   |           |      |
| 1996 | 미화당       | 레츠미화당 - 탄생 편                                 | 옷         |           |      |
| 1997 | 미화당       | 레츠미화당 - 레츠가 드리는 시원한 여름 느껴보세요 편 | 옷         |           |      |
| 1997 | 미화당       | 레츠미화당 - 초 가을 패션 제안 편                    | 옷         |           |      |
| 1997 | 미화당       | 레츠미화당 - 가을 패션을 레츠미화당에서 편           | 옷         |           |      |
| 2017 | 보령제약그룹 | 트란시노 2                                           | 의약품     |           |      |

## 수상 및 후보
| 연도 | 시상식              | 부문                            | 작품            | 결과 |
| ---- | ------------------- | ------------------------------- | --------------- | ---- |
| 1994 | 제30회 백상예술대상 | 영화부문 여자 신인연기상        | 투캅스          | 수상 |
| 1994 | 제15회 청룡영화상   | 여우조연상                      | 투캅스          | 후보 |
| 1995 | 제16회 청룡영화상   | 여우조연상                      | 헤어드레서      | 후보 |
| 2003 | KBS 연기대상        | 여자 조연상                     | 백만송이 장미   | 후보 |
| 2006 | MBC 연기대상        | 여자 우수연기상                 | 있을 때 잘해!!  | 수상 |
| 2018 | KBS 연기대상        | 여자 조연상                     | 내일도 맑음     | 후보 |
| 2022 | KBS 연기대상        | 여자 조연상                     | 태풍의 신부     | 후보 |
| 2024 | MBC 연기대상        | 일일·단막극부문 여자 우수연기상 | 용감무쌍 용수정 | 후보 |

## 가족 관계
- 배우자 : 비공개 (1965년 ~ )
  - 딸 : 비공개